# Indianapolis 500 1952
Das 36. Indianapolis 500 (offiziell XXXVIth Indianapolis Motor Sweepstakes) fand am 30. Mai am Indianapolis Motor Speedway statt und war das zweite der Automobil-Weltmeisterschaft 1952 sowie das erste Rennen der AAA-Saison 1952.

## Bericht

### Hintergrund

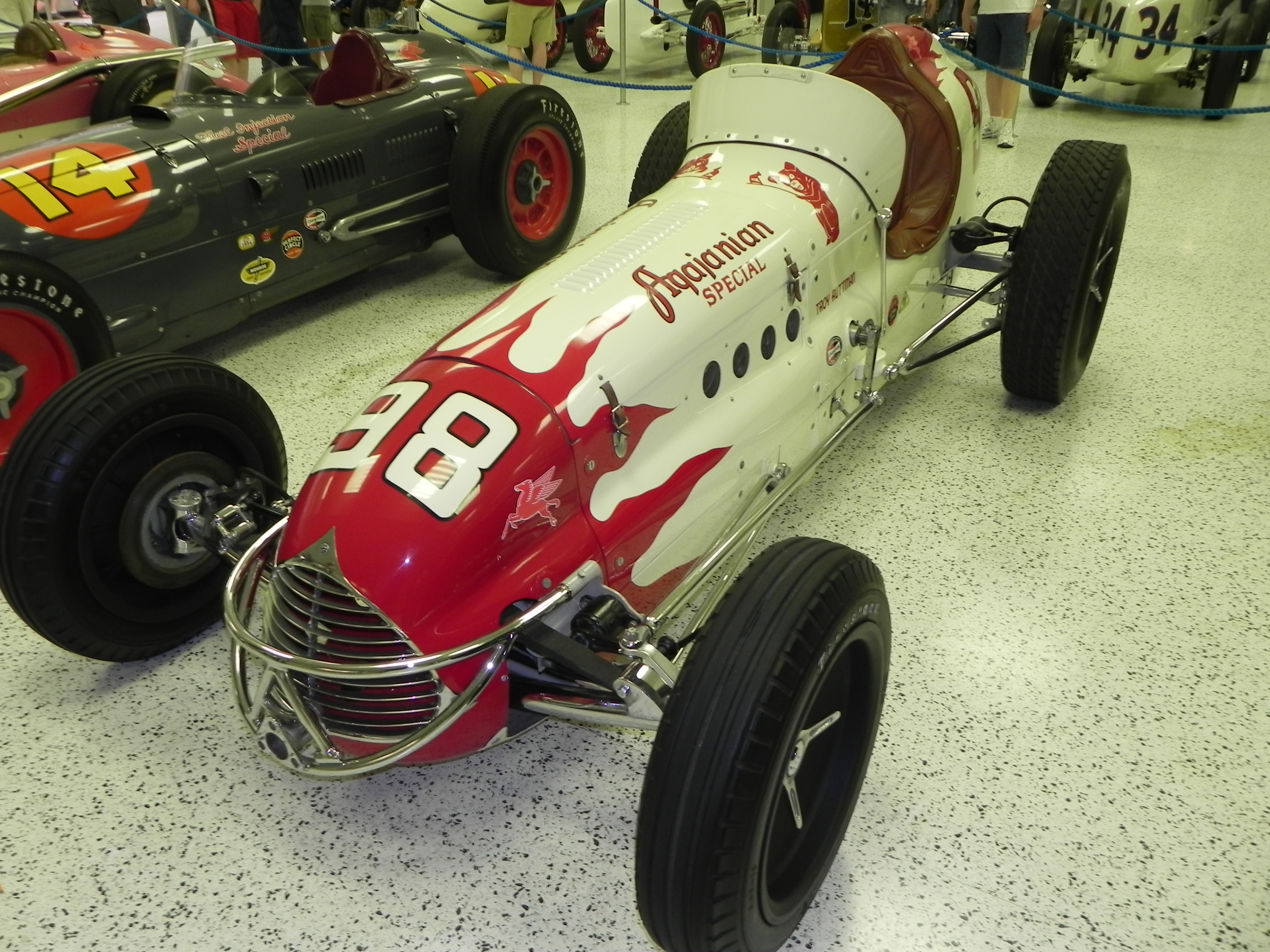
Kuzma; Siegerwagen von Troy Ruttman

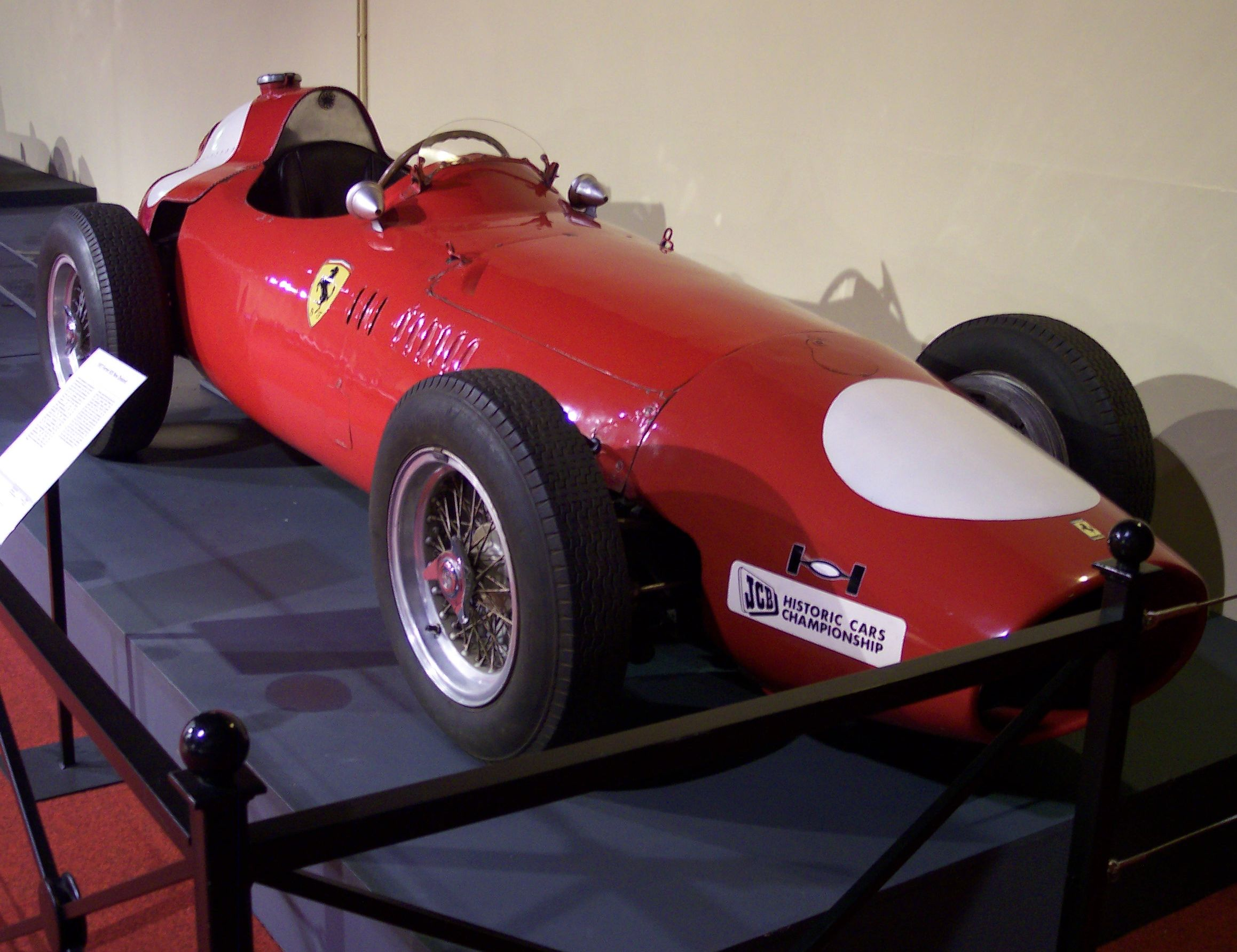
Der Ferrari 375 Indianapolis von Alberto Ascari

Mit Alberto Ascari stand zum ersten Mal ein europäischer Fahrer aus der laufenden Fahrerweltmeisterschaft am Start der 500 Meilen von Indianapolis. Durch die Terminüberschneidungen der Trainingstage musste er dadurch auf den Großen Preis der Schweiz verzichten. Hintergrund war wohl, Ferrari eine größere Bekanntheit auf dem US-amerikanischen Markt zu verschaffen. Der amerikanische Ferrari-Importeur Luigi Chinetti hatte neben Ascari noch weitere drei Fahrzeuge gemeldet, die sich aber alle nicht qualifizieren konnten.
Nach dem Großen Preis der Schweiz führte Piero Taruffi in der Fahrerwertung der Automobil-Weltmeisterschaft mit drei Punkten vor Rudolf Fischer und mit fünf Punkten vor Jean Behra.

### Training
Die für den europäischen Zuschauer ungewöhnlichen Qualifikationsregeln für das 500-Meilen-Rennen hatten zur Folge, dass der schnellste Mann, Chet Miller, lediglich einen Startplatz im hinteren Feld ergattern konnte, da der Startplatz nicht nur von der gefahrenen Zeit, sondern ganz entscheidend auch vom Tag abhängig war, an dem sie gefahren wurde. So stand der schnellste Fahrer des ersten Trainingstages, Fred Agabashian auf der Pole-Position. Im Laufe dieses Tages hatte es zwei schwere Unfälle gegeben. Bobby Ball und Bayliss Levrett fuhren in die Begrenzungsmauer und wurden ins Krankenhaus eingeliefert. Ball konnte sich aber so weit erholen, dass er am 30. Mai starten konnte. Ascari konnte bei seinem Debüt auf dem Oval einen Startplatz in der siebten Reihe ergattern.

### Rennen
Den Start hinter dem Pace-Car gewann Jack McGrath. Da bei der Startfreigabe die Fahrzeuge noch nicht ganz in Formation waren, konnte Troy Ruttman auf den dritten Platz vorfahren, während Pole-Sitter Agabashian und der neben ihm stehende Andy Linden nach hinten durchgereicht wurden. Ruttman überholte in der zweiten Runde Jim Rathmann und in der zwölften übernahm er von McGrath die Führung. Er wurde jedoch schon eine Runde später von Bill Vukovich von der ersten Stelle verdrängt, die er bis zur 62. Runde auf 29 Sekunden ausbaute. Durch seinen Boxenstopp fiel er hinter Ruttman und Rathmann zurück. Rathmann konnte er schnell wieder überholen, doch erst der Stopp von Ruttman in der 83. Runde brachte ihn wieder ganz nach vorn. Die Führung konnte er bis zur 130. Runde auf fast zwei Minuten ausbauen. Es reichte ihm aber trotzdem nicht, die erste Position nach seinem zweiten Stopp zu behaupten, da dieser wegen eines klemmenden Rades länger als sonst dauerte. Doch nach Ruttmans zweitem Stopp kam er wieder nach vorn. Vukovich schien das Rennen sicher zu gewinnen, doch 10 Runden vor Ende landete er wegen einer defekten Lenkung in der Begrenzungsmauer und musste so Ruttman den Sieg überlassen.
Ascari konnte das Rennen ebenfalls nicht beenden. In der 40. Runde rutsche er wegen eines gebrochenen Rades in das Infield und musste aufgeben. Bis dahin lag er an siebter Stelle. Möglicherweise war der Unfall auf die Speichenräder zurückzuführen, die Ferrari noch verwendete, während die amerikanischen Wagen mit stabileren Magnesiumrädern antraten.
In der Fahrerwertung der Automobil-Weltmeisterschaft behielt Taruffi die Führung. Neuer Zweiter war Ruttman, gefolgt von den punktgleichen Fischer und Rathmann.

## Meldeliste
| Team                    | Nr. | Fahrer            | Chassis                  | Motor               | Reifen |
| ----------------------- | --- | ----------------- | ------------------------ | ------------------- | ------ |
| Belanger Motors         | 01  | Duane Carter      | Lesovsky                 | Offenhauser 4.5 L4  | F      |
| Blue Crown Spark Plug   | 02  | Henry Banks       | Lesovsky                 | Offenhauser 4.5 L4  | F      |
| Blue Crown Spark Plug   | 27  | Tony Bettenhausen | Deidt Tuffanelli Derrico | Offenhauser 4.5 L4  | F      |
| Blue Crown Spark Plug   | 47  | Bill Taylor       | Lesovsky                 | Offenhauser 4.5 L4  | F      |
| Blue Crown Spark Plug   | 51  | Spider Webb       | Deidt Tuffanelli Derrico | Offenhauser 4.5 L4  | F      |
| Sid Street Motors       | 03  | Walt Faulkner     | Pankratz                 | Offenhauser 4.5 L4  | F      |
| Jack Hinkle             | 04  | Jack McGrath      | Kurtis Kraft KK 3000     | Offenhauser 4.5 L4  | F      |
| Jim Robbins             | 05  | Johnnie Parsons   | Kurtis Kraft KK 1000     | Offenhauser 4.5 L4  | F      |
| HA Chapman              | 07  | Bill Schindler    | Chapman Special          | Offenhauser 4.5 L4  | F      |
| Coast Grain             | 08  | Manuel Ayulo      | Lesovsky                 | Offenhauser 4.5 L4  | F      |
| Hart Fullerton          | 09  | Andy Linden       | Kurtis Kraft KK 4000     | Offenhauser 3.0 L4C | F      |
| William Lutes           | 10  | Paul Russo        | Kurtis Kraft KK 4000     | Offenhauser 4.5 L4  | F      |
| Scuderia Ferrari        | 12  | Alberto Ascari    | Ferrari 375 Indianapolis | Ferrari 4.5 V12     | F      |
| Ed Walsh                | 14  | Joseph James      | Kurtis Kraft KK 4000     | Offenhauser 4.5 L4  | F      |
| Ed Walsh                | 18  | Sam Hanks         | Kurtis Kraft KK 3000     | Offenhauser 4.5 L4  | F      |
| Blakely                 | 15  | Bobby Ball        | Schroeder                | Offenhauser 4.5 L4  | F      |
| Bessie Paoli            | 16  | Chuck Stevenson   | Kurtis Kraft KK 4000     | Offenhauser 4.5 L4  | F      |
| Tuffanelli-Derrico      | 19  | Danny Kladis      | Deidt Tuffanelli Derrico | Offenhauser 4.5 L4  | F      |
| Lewis Welch             | 21  | Chet Miller       | Kurtis Kraft No. 3       | Novi 3.0 L8C        | F      |
| Lewis Welch             | 36  | Duke Nalon        | Kurtis Kraft No. 4       | Novi 3.0 L8C        | F      |
| Tom Sarafoff            | 22  | Cliff Griffith    | Kurtis Kraft KK 2000     | Offenhauser 4.5 L4  | F      |
| Fadely-Anderson         | 23  | Carl Forberg      | Maserati 4CLT            | Offenhauser 4.5 L4  | F      |
| Eugene Cassaroll        | 25  | Neal Carter       | Kurtis Kraft KK 500A     | Offenhauser 4.5 L4  | F      |
| Eugene Cassaroll        | 61  | Jimmy Jackson     | Kurtis Kraft KK 3000     | Offenhauser 4.5 L4  | F      |
| Howard Keck             | 26  | Bill Vukovich     | Kurtis Kraft KK 500      | Offenhauser 4.5 L4  | F      |
| Howard Keck             | 38  | Bobby Ball        | Ferrari 375 Indianapolis | Ferrari 4.5 V12     | F      |
| Cummins Diesel          | 28  | Fred Agabashian   | Kurtis Kraft No. 347     | Cummins 3.0 L6C     | F      |
| Bob Estes               | 29  | Jim Rigsby        | Watson CC-50             | Offenhauser 4.5 L4  | F      |
| Rodger Wolcott          | 31  | Johnny McDowell   | Kurtis Kraft No. 350     | Offenhauser 4.5 L4  | F      |
| Jon Stanko              | 32  | Allen Heath       | Kurtis Kraft KK 4000     | Offenhauser 4.5 L4  | F      |
| Ray T. Brady            | 33  | Art Cross         | Kurtis Kraft KK 4000     | Offenhauser 4.5 L4  | F      |
| Federal Auto Associates | 34  | Rodger Ward       | Kurtis Kraft KK 4000     | Offenhauser 4.5 L4  | F      |
| Federal Auto Associates | 54  | George Connor     | Kurtis Kraft KK 3000     | Offenhauser 4.5 L4  | F      |
| Kennedy Tank            | 35  | Johnny Mauro      | Ferrari 375 Indianapolis | Ferrari 4.5 V12     | F      |
| M.A. Walker             | 37  | Jimmy Reece       | Kurtis Kraft KK 4000     | Offenhauser 4.5 L4  | F      |
| M.A. Walker             | 66  | Mike Nazaruk      | Kurtis Kraft KK 3000     | Offenhauser 4.5 L4  | F      |
| Iddings                 | 39  | Jud Larson        | Meyer                    | Offenhauser 4.5 L4  | F      |
| Speed                   | 41  | Jackie Holmes     | Maserati 8CTF            | Offenhauser 4.5 L4  | F      |
| George Bignotti         | 44  | Art Cross         | Schroeder                | Offenhauser 4.5 L4  | F      |
| Andy Granatelli         | 48  | Spider Webb       | Bromme                   | Offenhauser 4.5 L4  | F      |
| Andy Granatelli         | 59  | Richard Rathmann  | Kurtis Kraft KK 3000     | Offenhauser 4.5 L4  | F      |
| Pat Clancy              | 52  | Bill Cantrell     | Ewing                    | Offenhauser 4.5 L4  | F      |
| Pat Clancy              | 52  | Bob Sweikert      | Ewing                    | Offenhauser 4.5 L4  | F      |
| Barzda                  | 53  | Joe Barzda        | Maserati 8CTF            | Offenhauser 4.5 L4  | F      |
| William Ansted          | 55  | Bobby Ball        | Ansted Special           | Offenhauser 4.5 L4  | F      |
| Bardahl                 | 56  | Frank Luptow      | Ewing                    | Offenhauser 4.5 L4  | F      |
| Pete Wales              | 58  | Buzz Barton       | Rae                      | Offenhauser 4.5 L4  | F      |
| Glessner                | 63  | Dick Frazier      | Stevens                  | Offenhauser 4.5 L4  | F      |
| Franklin Merkler        | 64  | Jimmy Daywalt     | Meyer                    | Offenhauser 4.5 L4  | F      |
| George Leitenberger     | 65  | George Fonder     | Sherman                  | Offenhauser 4.5 L4  | F      |
| Mel Wiggers             | 67  | Gene Hartley      | Kurtis Kraft KK 4000     | Offenhauser 4.5 L4  | F      |
| Vulcan Tool             | 68  | Duke Dinsmore     | Miller                   | Miller              | F      |
| Verlin Brown            | 69  | Bayliss Levrett   | Kurtis Kraft KK 2000     | Offenhauser 4.5 L4  | F      |
| Verlin Brown            | 96  | Gene Force        | Schroeder                | Offenhauser 4.5 L4  | F      |
| Helin                   | 74  | Peter Hahn        | Snowberger               | Offenhauser 4.5 L4  | F      |
| Parks Offenhauser       | 76  | Doc Shanebrook    | Pawl                     | Offenhauser 4.5 L4  | F      |
| Peter Schmidt           | 77  | Jimmy Bryan       | Kurtis Kraft KK 3000     | Offenhauser 4.5 L4  | F      |
| Peter Schmidt           | 88  | George Tichenor   | Kurtis Kraft KK 4000     | Offenhauser 4.5 L4  | F      |
| Central Excavating      | 81  | Eddie Johnson     | Trevis                   | Offenhauser 4.5 L4  | F      |
| Ludson & Morris         | 93  | Bob Scott         | Kurtis Kraft KK 2000     | Offenhauser 4.5 L4  | F      |
| J.C. Agajanian          | 98  | Troy Ruttman      | Kuzma                    | Offenhauser 4.5 L4  | F      |
| Murrell Belanger        | 99  | Tony Bettenhausen | Kurtis Kraft No. 327     | Offenhauser 4.5 L4  | F      |

## Klassifikation

### Qualifikation
| Pos. | Fahrer            | Konstrukteur | Zeit     | km/h   | Startreihe |
| ---- | ----------------- | ------------ | -------- | ------ | ---------- |
| 01   | Fred Agabashian   | Kurtis Kraft | 4:20,850 | 222,06 | 1 L        |
| 02   | Andy Linden       | Kurtis Kraft | 4:22,770 | 220,44 | 1 M        |
| 03   | Jack McGrath      | Kurtis Kraft | 4:23,420 | 219,89 | 1 R        |
| 04   | Duke Nalon        | Kurtis Kraft | 4:24,340 | 219,13 | 2 L        |
| 05   | Sam Hanks         | Kurtis Kraft | 4:25,220 | 218,40 | 2 M        |
| 06   | Duane Carter      | Lesovsky     | 4:25,640 | 218,05 | 2 R        |
| 07   | Troy Ruttman      | Kuzma        | 4:25,950 | 217,80 | 3 L        |
| 08   | Bill Vukovich     | Kurtis Kraft | 4:20,470 | 222,38 | 3 M        |
| 09   | Cliff Griffith    | Kurtis Kraft | 4:23,510 | 219,82 | 3 R        |
| 10   | Richard Rathmann  | Kurtis Kraft | 4:24,040 | 219,38 | 4 L        |
| 11   | Chuck Stevenson   | Kurtis Kraft | 4:24,430 | 219,05 | 4 M        |
| 12   | Henry Banks       | Lesovsky     | 4:24,780 | 218,76 | 4 R        |
| 13   | George Fonder     | Sherman      | 4:24,810 | 218,74 | 5 L        |
| 14   | George Connor     | Kurtis Kraft | 4:25,470 | 218,19 | 5 M        |
| 15   | Bill Schindler    | Chapman      | 4:26,690 | 217,20 | 5 R        |
| 16   | Joseph James      | Kurtis Kraft | 4:26,760 | 217,14 | 6 L        |
| 17   | Bobby Ball        | Ansted       | 4:27,210 | 216,77 | 6 M        |
| 18   | Gene Hartley      | Kurtis Kraft | 4:27,970 | 216,16 | 6 R        |
| 19   | Alberto Ascari    | Ferrari      | 4:28,040 | 216,10 | 7 L        |
| 20   | Art Cross         | Kurtis Kraft | 4:28,080 | 216,07 | 7 M        |
| 21   | Jimmy Bryan       | Kurtis Kraft | 4:28,370 | 215,84 | 7 R        |
| 22   | Rodger Ward       | Kurtis Kraft | 4:28,380 | 215,83 | 8 L        |
| 23   | Jimmy Reece       | Kurtis Kraft | 4:28,670 | 215,60 | 8 M        |
| 24   | Eddie Johnson     | Trevis       | 4:28,710 | 215,56 | 8 R        |
| 25   | Bob Scott         | Kurtis Kraft | 4:28,750 | 215,53 | 9 L        |
| 26   | Jim Rigsby        | Watson       | 4:28,850 | 215,45 | 9 M        |
| 27   | Chet Miller       | Kurtis Kraft | 4:18,930 | 223,71 | 9 R        |
| 28   | Manuel Ayulo      | Lesovsky     | 4:24,740 | 218,80 | 10 L       |
| 29   | Spider Webb       | Bromme       | 4:24,780 | 218,76 | 10 M       |
| 30   | Tony Bettenhausen | Deidt        | 4:25,910 | 217,83 | 10 R       |
| 31   | Johnnie Parsons   | Kurtis Kraft | 4:26,020 | 217,74 | 11 L       |
| 32   | Bob Sweikert      | Kurtis Kraft | 4:26,700 | 217,19 | 11 M       |
| 33   | Johnny McDowell   | Kurtis Kraft | 4:28,780 | 215,51 | 11 R       |
| DNQ  | Walt Faulkner     | Pankratz     |          |        |            |
| DNQ  | Johnnie Parsons   | Ferrari      |          |        |            |
| DNQ  | Paul Russo        | Kurtis Kraft |          |        |            |
| DNQ  | Bobby Ball        | Schroeder    |          |        |            |
| DNQ  | Danny Kladis      | Deidt        |          |        |            |
| DNQ  | Carl Forberg      | Maserati     |          |        |            |
| DNQ  | Neal Carter       | Kurtis Kraft |          |        |            |
| DNQ  | Allen Heath       | Kurtis Kraft |          |        |            |
| DNQ  | Johnny Mauro      | Ferrari      |          |        |            |
| DNQ  | Bobby Ball        | Ferrari      |          |        |            |
| DNQ  | Jud Larson        | Meyer        |          |        |            |
| DNQ  | Jackie Holmes     | Maserati     |          |        |            |
| DNQ  | Art Cross         | Schroeder    |          |        |            |
| DNQ  | Bill Taylor       | Lesovsky     |          |        |            |
| DNQ  | Spider Webb       | Deidt        |          |        |            |
| DNQ  | Bill Cantrell     | Ewing        |          |        |            |
| DNQ  | Bob Sweikert      | Ewing        |          |        |            |
| DNQ  | Joe Barzda        | Maserati     |          |        |            |
| DNQ  | Frank Luptow      | Ewing        |          |        |            |
| DNQ  | Buzz Barton       | Rae          |          |        |            |
| DNQ  | Jimmy Jackson     | Kurtis Kraft |          |        |            |
| DNQ  | Dick Frazier      | Stevens      |          |        |            |
| DNQ  | Jimmy Daywalt     | Meyer        |          |        |            |
| DNQ  | Mike Nazaruk      | Kurtis Kraft |          |        |            |
| DNQ  | Duke Dinsmore     | Miller       |          |        |            |
| DNQ  | Bayliss Levrett   | Kurtis Kraft |          |        |            |
| DNQ  | Bob Sweikert      | Kurtis Kraft |          |        |            |
| DNQ  | Peter Hahn        | Snowberger   |          |        |            |
| DNQ  | Doc Shanebrook    | Pawl         |          |        |            |
| DNQ  | George Tichenor   | Kurtis Kraft |          |        |            |
| DNQ  | Gene Force        | Schroeder    |          |        |            |
| DNQ  | Tony Bettenhausen | Kurtis Kraft |          |        |            |

### Rennen
| Pos. | Fahrer            | Konstrukteur | Runden | Zeit        | Start | Schnellste Runde |
| ---- | ----------------- | ------------ | ------ | ----------- | ----- | ---------------- |
| 01   | Troy Ruttman      | Kuzma        | 200    | 3:52:41,880 | 18    |                  |
| 02   | Richard Rathmann  | Kurtis Kraft | 200    | + 4:02,330  | 07    |                  |
| 03   | Sam Hanks         | Kurtis Kraft | 200    | + 6:11,610  | 14    |                  |
| 04   | Duane Carter      | Lesovsky     | 200    | + 6:48,340  | 16    |                  |
| 05   | Art Cross         | Kurtis Kraft | 200    | + 8:40,150  | 26    |                  |
| 06   | Jimmy Bryan       | Kurtis Kraft | 200    | + 9:24,320  | 27    |                  |
| 07   | Jimmy Reece       | Kurtis Kraft | 200    | + 10:35,240 | 29    |                  |
| 08   | George Connor     | Kurtis Kraft | 200    | + 12:00,610 | 15    |                  |
| 09   | Cliff Griffith    | Kurtis Kraft | 200    | + 12:23,760 | 06    |                  |
| 10   | Johnnie Parsons   | Kurtis Kraft | 200    | + 13:37,780 | 19    |                  |
| 11   | Jack McGrath      | Kurtis Kraft | 200    | + 14:21,720 | 05    |                  |
| 12   | Jim Rigsby        | Watson       | 200    | + 16:05,100 | 33    |                  |
| 13   | Joseph James      | Kurtis Kraft | 200    | + 16:55,650 | 22    |                  |
| 14   | Bill Schindler    | Chapman      | 200    | + 18:48,660 | 20    |                  |
| 15   | George Fonder     | Sherman      | 197    | + 3 Runden  | 13    |                  |
| 16   | Eddie Johnson     | Trevis       | 193    | + 7 Runden  | 30    |                  |
| 17   | Bill Vukovich     | Kurtis Kraft | 191    | DNF         | 02    | 1:06,600 (08.)   |
| 18   | Chuck Stevenson   | Kurtis Kraft | 187    | + 13 Runden | 09    |                  |
| 19   | Henry Banks       | Lesovsky     | 184    | + 16 Runden | 11    |                  |
| 20   | Manuel Ayulo      | Lesovsky     | 184    | + 16 Runden | 10    |                  |
| 21   | Johnny McDowell   | Kurtis Kraft | 182    | + 18 Runden | 32    |                  |
| –    | Spider Webb       | Bromme       | 162    | DNF         | 12    |                  |
| –    | Rodger Ward       | Kurtis Kraft | 130    | DNF         | 28    |                  |
| –    | Tony Bettenhausen | Deidt        | 93     | DNF         | 17    |                  |
| –    | Duke Nalon        | Kurtis Kraft | 84     | DNF         | 08    |                  |
| –    | Bob Sweikert      | Kurtis Kraft | 77     | DNF         | 21    |                  |
| –    | Fred Agabashian   | Kurtis Kraft | 71     | DNF         | 03    |                  |
| –    | Gene Hartley      | Kurtis Kraft | 65     | DNF         | 24    |                  |
| –    | Bob Scott         | Kurtis Kraft | 49     | DNF         | 31    |                  |
| –    | Chet Miller       | Kurtis Kraft | 41     | DNF         | 01    |                  |
| –    | Alberto Ascari    | Ferrari      | 40     | DNF         | 25    |                  |
| –    | Bobby Ball        | Ansted       | 34     | DNF         | 23    |                  |
| –    | Andy Linden       | Kurtis Kraft | 20     | DNF         | 04    |                  |

## WM-Stand der Automobil-Weltmeisterschaft nach dem Rennen
Die ersten fünf bekamen 8, 6, 4, 3 bzw. 2 Punkte; einen Punkt gab es für die schnellste Runde. Es zählten nur die vier besten Ergebnisse aus acht Rennen.

### Fahrerwertung
| Pos. | Fahrer                  | Konstrukteur | Punkte |
| ---- | ----------------------- | ------------ | ------ |
| 01   | Piero Taruffi           | Ferrari      | 9      |
| 02   | Troy Ruttman            | Kuzma        | 8      |
| 03   | Rudolf Fischer          | Ferrari      | 6      |
| 04   | Richard Rathmann        | Kurtis Kraft | 6      |
| 05   | Jean Behra              | Gordini      | 5      |
| 06   | Sam Hanks               | Kurtis Kraft | 4      |
| 07   | Ken Wharton             | Frazer Nash  | 3      |
| 08   | Duane Carter            | Lesovsky     | 3      |
| 09   | Alan Brown              | Cooper       | 2      |
| 10   | Art Cross               | Kurtis Kraft | 2      |
| 11   | Bill Vukovich           | Kurtis Kraft | 1      |
| 12   | Emmanuel de Graffenried | Maserati     | 0      |
| 13   | Peter Hirt              | Ferrari      | 0      |
| 14   | Eric Brandon            | Cooper       | 0      |

| Pos. | Fahrer           | Konstrukteur  | Punkte |
| ---- | ---------------- | ------------- | ------ |
| –    | Prinz Bira       | Simca-Gordini | 0      |
| –    | André Simon      | Ferrari       | 0      |
| –    | Giuseppe Farina  | Ferrari       | 0      |
| –    | Harry Schell     | Maserati      | 0      |
| –    | Stirling Moss    | H.W.M.        | 0      |
| –    | Lance Macklin    | H.W.M.        | 0      |
| –    | Robert Manzon    | Gordini       | 0      |
| –    | Peter Collins    | H.W.M.        | 0      |
| –    | George Abecassis | H.W.M.        | 0      |
| –    | Hans Stuck       | A.F.M.        | 0      |
| –    | Toni Ulmen       | Veritas       | 0      |
| –    | Louis Rosier     | Ferrari       | 0      |
| –    | Max de Terra     | Simca-Gordini | 0      |